# پراناب موکرجی
پراناب موکرجی یا پراناب موخرجی (به انگلیسی: Pranab Kumar Mukherjee) (زاده ۱۱ دسامبر ۱۹۳۵ در روستای میراتی بنگال غربی کشور هندوستان – درگذشته ۳۱ اوت ۲۰۲۰) یک سیاستمدار اهل هند بود که سیزدهمین رئیس‌جمهور این کشور از ژوئیه ۲۰۱۲ تا ژوئیه ۲۰۱۷ بود. وی جایگزین پراتیبا پتیل، اولین رئیس‌جمهور زن در تاریخ این کشور شد و پستش را به رام نات کوویند دومین رئیس‌جمهور دالیت هند واگذار کرد. موکرجی پیش‌تر وزیر دفاع (۲۰۰۶ تا ۲۰۰۴)، وزیر امور خارجه (۲۰۰۶ تا ۲۰۰۹)، وزیر دارایی (۲۰۰۹ تا ۲۰۱۲) و وزیر کشور هند بوده‌است.
مراسم تحلیف موخرجی با حضور مان موهان سینگ، نخست‌وزیر و سونیا گاندی، رئیس حزب حاکم هند در کنگره ملی در سالن مرکزی ساختمان تاریخی مجلس هند برگزار شد.
بسیاری از مردم هندوستان، موکرجی که فقط ۱۵۲ سانتی‌متر قد داشت را آچار فرانسه هند می‌دانند.
پدر او، کامادا کمار موکرجی در جنبش استقلال هند عضو حزب کنگره ملی هند (حزب کنگره) بود و بیش از ۱۰ سال را در زندان‌های دولت انگلیس در هند سپری کرد.

## تحصیلات
موکرجی از دانشگاه کلکته، لیسانس حقوق و فوق لیسانس تاریخ و علوم سیاسی اخذ کرد و دانشگاه انگلیسی ولورهمپتون (Wolverhampton)، در سال ۲۰۱۱ به وی دکترای افتخاری ادبیات اعطا کرد.

## انتخابات ریاست جمهوری هند ۲۰۱۲
در انتخابات ریاست جمهوری هند در سال ۲۰۱۲، موکرجی از سوی ائتلاف مترقی متحد این کشور توانست بر پورنو سانگما از ائتلاف دمکراتیک ملی و رئیس سابق لوک‌سابا (پارلمان هند) پیروز شود.
پارلمان هند (لوک‌سابا) ۷۷۶ نماینده دارد. موکرجی از مجموع ۷۴۸ رأی نماینده پارلمان، ۵۲۷ رأی و پرونو سانگما ۲۰۶ رای کسب کردند. حدود ۱۵ رأی نیز ممتنع بود.

## زندگی‌نامه سیاسی

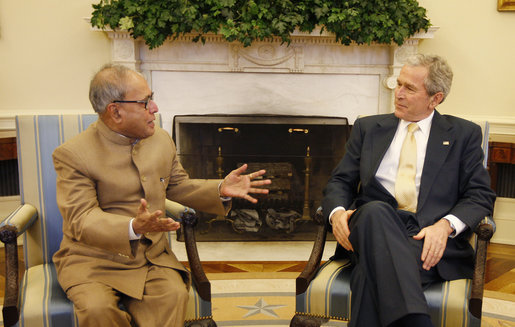
پراناب موکرجی وزیر امور خارجه با رئیس‌جمهور ایالات متحده جورج دبلیو بوش در سال ۲۰۰۸

پراناب موکرجی در اواخر دهه ۶۰ میلادی به عنوان معلم و خبرنگار فعالیت می‌کرد، اما پس از آن وارد پارلمان هندوستان شد. نخست‌وزیر وقت هند، ایندیرا گاندی او را به عنوان عضو راجیا سابا (مجلس علیای هند) منصوب کرد. موکرجی سپس در ۱۹۷۵، ۱۹۸۱، ۱۹۹۳ و ۱۹۹۹ به عنوان عضو این مجلس برگزیده شد. موکرجی حرفهٔ سیاسی خود را در سال ۱۹۶۹ با عضویت در حزب کنگره تحت نخست‌وزیر وقت، ایندیرا گاندی آغاز کرد و تا سال ۱۹۷۳ به عنوان وزیر در دولت گاندی منصوب شد و سپس به سمت‌های گوناگون در کابینه دولت هند منصوب و سرانجام در طول سال‌های ۱۹۸۲ الی ۱۹۸۴ به عنوان وزیر دارایی برگزیده شد.
موکرجی در زمان نخست‌وزیری راجیو گاندی از حزب کنگره کنار گذاشته شد و حزب سیاسی خاص خود را که حزب کنگره راشتریا سماج وادی نام داشت، تشکیل داد؛ اما این حزب در سال ۱۹۸۹، بعد از حصول توافقی بین موکرجی و راجیو گاندی، در حزب کنگره ادغام شد. حرفه سیاسی موکرجی، با تصمیم ناراسیما رائو، نخست‌وزیر وقت هند، به انتصاب وی به عنوان معاون رئیس کمیسیون برنامه‌ریزی و سپس به عنوان وزیر در طول دهه ۹۰ احیا شد.
موکرجی در طول سال‌های ۱۹۹۵ تا ۱۹۹۶ در کابینهٔ رائو به عنوان وزیر امور خارجه بود. او در پی ورود سونیا گاندی به امور سیاسی در دهه ۹۰، به یکی از مشاوران اصلی وی بدل شد و در فاصلهٔ سال‌های ۲۰۰۴ و ۲۰۰۶ در دولت مانموهان سینگ به عنوان وزیر دفاع و دوباره در فاصلهٔ سال‌های ۲۰۰۶ تا ۲۰۰۸ به عنوان وزیر خارجه و در طول سال‌های ۲۰۰۹ الی ۲۰۱۲ به عنوان وزیر دارایی فعال بود. او در سال ۲۰۰۵ به عنوان وزیر دفاع، قرارداد ده سالهٔ همکاری نظامی با آمریکا را امضا کرد. در سال ۲۰۰۴، به دنبال تشکیل دولت جدید، در حزب کنگره به عنوان رهبر اعضای لوک‌سابا منصوب شد. وی اولین بار در سال ۲۰۰۴ از حوزه انتخاباتی جنگیپور در ایالت بنگال غربی در انتخابات لوک‌سابا نامزد شد و این پیروزی را در انتخابات ۲۰۰۹ از همین حوزه انتخاباتی تکرار کرد.

## جوایز دریافتی موکرجی

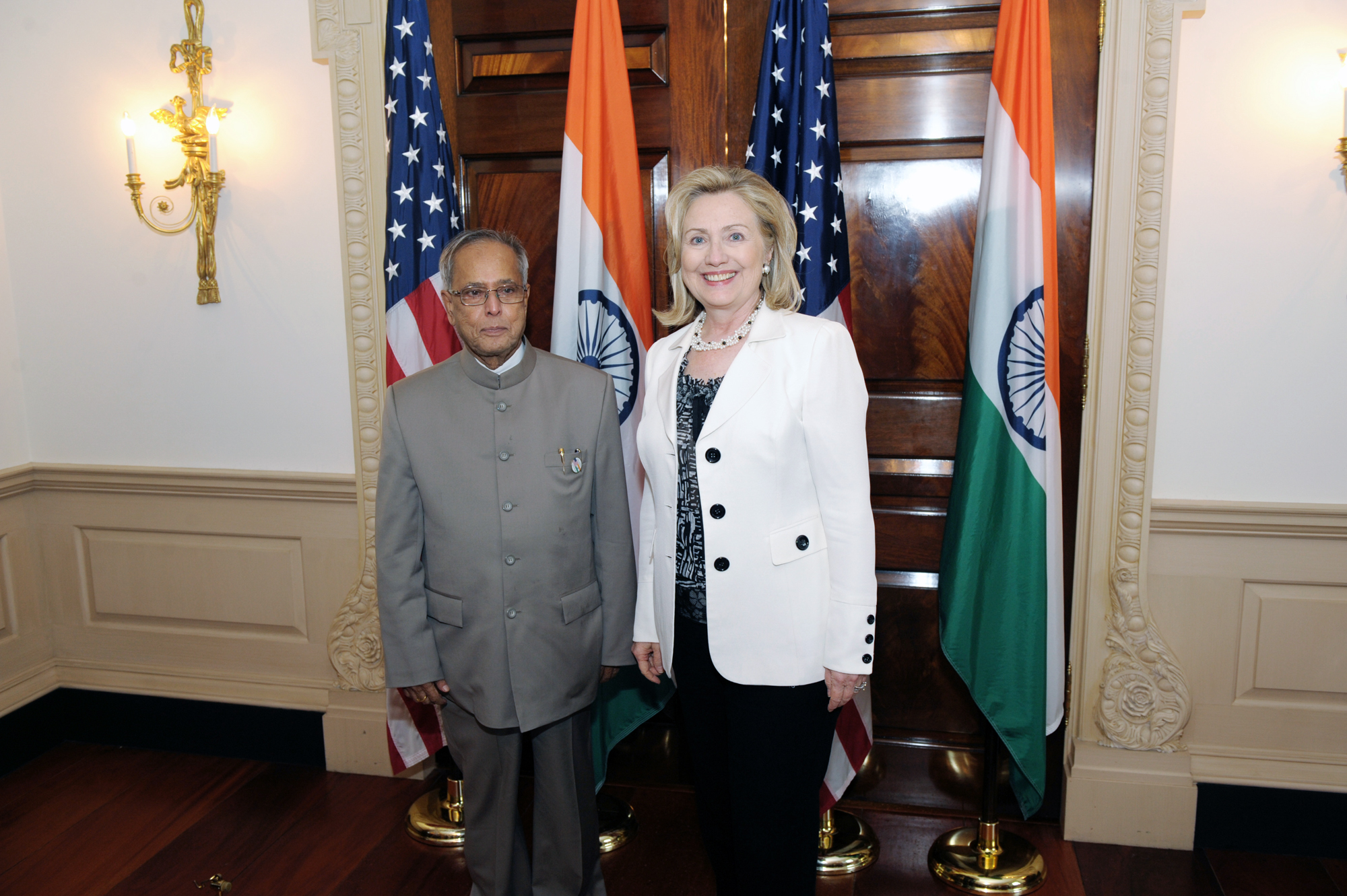
پراناب موکرجی، وزیر دارایی با وزیر امور خارجه ایالات متحده، هیلاری کلینتون در واشینگتن، دی. سی. در سال ۲۰۱۱

پراناب موکرجی جوایز گوناگونی را کسب کرده بود. بر اساس تحقیقات سال ۱۹۸۴ مجله یورومانی (Euromoney)، موکرجی به عنوان بهترین وزیر دارایی در جهان شناخته می‌شد.
روزنامهٔ بازارهای نوظهور (Emerging Markets) موکرجی را در سال ۲۰۱۰ به عنوان وزیر دارایی سال آسیا برگزید و ماهنامه مالی (the Banker) چاپ لندن وی را در دسامبر سال ۲۰۱۰ به عنوان وزیر دارایی سال معرفی کرد. دولت هند در سال ۲۰۰۸، پادما ویدهوشان، دومین جایزه بزرگ غیرنظامی این کشور را به موکرجی اعطا کرد.
وی همچنین، عضویت در هیئت مدیره صندوق بین‌المللی پول، بانک توسعه آسیا و بانک توسعه آفریقا را در پرونده خود داشت.

## بیماری و مرگ
در دوران دنیاگیری کووید-۱۹، موکرجی درست پیش از یک عمل جراحی برای برداشتن یک لخته خون در مغزش، در ۱۰ اوت ۲۰۲۰ در حساب توئیتر خود اعلام کرد که آزمایش ابتلای او به بیماری کووید-۱۹ مثبت بوده است. او پس از آن که به‌طور تصادفی در حمام خانه‌اش لغزیده و زمین خورده بود، به بیمارستان منتقل شد. او در بیمارستان تحقیق و ارجاع ارتش هند در دهلی، در شرایط بحرانی و تحت پشتیبانی دستگاه تنفس مصنوعی بود.
بیمارستان در ۱۳ اوت گزارش داد که موکرجی پس از انجام یک جراحی مغز، به کمای عمیق فرو رفته است؛ با این حال، علائم حیاتی او پایدار بوده‌اند. در ۱۹ اوت بیمارستان تحقیق و ارجاع ارتش اعلام کرد که با توجه به بروز عفونت ریه، وضعیت سلامتی موکرجی تنزل یافته است. در ۲۵ اوت علائم کلیوی او «کمی نامنظم» شدند و چند روز بعد این شرایط بدتر شد.
موکرجی در ۳۱ اوت ۲۰۲۰ در سن ۸۴ سالگی درگذشت و این موضوع از سوی پسرش، آبیجیت موکرجی از طریق توئیتر تأیید شد. مرگ پس از آن اعلام شد که بیمارستان محل بستری او تأیید کرده بود که شرایط سلامتی او در ساعات اولیهٔ آن روز نابسامان بوده و اشاره شده بود که او از یک روز قبل در شوک عفونی ناشی از عفونت ریه بوده و تحت نظارت تیمی از متخصصین بوده است.
پس از مرگ موکرجی، موجی از همدردی‌ها از سوی رهبران هند و سایر کشورها برانگیخته شد. نارندرا مودی، نخست‌وزیر هند، رام نات کوویند، رئیس‌جمهور، ونکایا نایدو، معاون رئیس‌جمهور، آمیت شاه، وزیر مسکن و راهول گاندی، رئیس کنگره همدردی خود را از طریق توئیتر ابراز کردند. ولادیمیر پوتین، رئیس‌جمهور روسیه، محمداشرف غنی، رئیس‌جمهور افغانستان، ابراهیم محمد صلح، رئیس‌جمهور مالدیو، شیخ حسینه، نخست‌وزیر بنگلادش، لوتای تشرینگ، نخست‌وزیر بوتان، ماهیندا راجاپاکسا، نخست‌وزیر سریلانکا و کی‌پی شارما اولی، نخست‌وزیر نپال از حملهٔ رهبران خارجی بودند که همدردی خود را اعلام کردند. ورزشکاران و بازیگران هند نیز پس از مرگ موکرجی، تأسف خود از درگذشت او را اعلام کردند.
دولت هند از ۳۱ اوت تا ۶ سپتامبر به مدت یک هفته عزای عمومی اعلام کرد که به موجب آن در هر جایی که پرچم ملی هند به حالت عادی افراشته می‌شد، در این مدت پرچم به حالت نیم‌افراشته در خواهد آمد. دولت بنگاه غربی برای ادای احترام، تمام اداره‌های دولتی را در روز پس از مرگ موکرجی تعطیل اعلام کرد.
مراسم خاکسپاری موکرجی یک روز پس از درگذشت او، در ساعت ۲ بعد از ظهر روز ۱ سپتامبر در مرده‌سوزخانهٔ جادهٔ لودهی با تشریفات دولتی کامل برگزار شد. با توجه به محدودیت‌های وضع‌شده به دلیل دنیاگیری کروناویروس در هند، جسد او به‌جای آن که با یک کالسکهٔ توپ به مرده‌سوز خانه منتقل شود، با استفاده از یک ون به آنجا برده شد.